# Adrian Fortescue (Seliger)

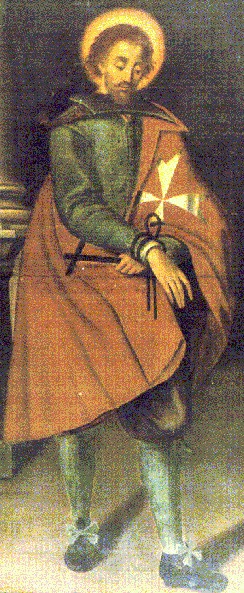
Darstellung Fortescues, vor 1800, Malta

Sir Adrian Fortescue (* um 1476; † 9. Juli 1539 in London) war ein englischer Ritter unter den Königen Heinrich VII. und Heinrich VIII. Wegen der Verwandtschaft zu Anne Boleyn stand er zunächst bei Heinrich VIII. in hohem Ansehen. Die Weigerung, die Suprematsakte anzuerkennen, führte zu Sturz und Hinrichtung im Tower of London. Der römisch-katholischen Kirche gilt er als Märtyrer und wurde im 19. Jahrhundert seliggesprochen.

## Herkunft und frühe Jahre
Fortescues genaues Geburtsjahr ist nicht bekannt. Erstmals urkundlich tritt er 1499 auf, zu diesem Zeitpunkt war er mit seiner ersten Ehefrau, Anne Stonor, bereits verheiratet. Sein Vater war Sir John Fortescue. Wichtiger für die spätere Entwicklung war die Herkunft seiner Mutter. Sie war Tochter von Sir Geoffrey Boleyn und damit Großtante von Anne Boleyn.
Anlässlich der Investitur des Prinzen Heinrich als Prince of Wales wurde Fortescue am 18. Februar 1504 zum Knight Bachelor („Sir“) geschlagen. Fortescue war Mitglied zweier Kommissionen, die im Auftrag Heinrichs VII. zwei Hochzeiten für dessen Kinder vorbereiteten, die des Prinzen Arthur Tudor mit Katharina von Aragón sowie die der Prinzessin Margaret Tudor mit König Jakob IV. von Schottland.

## Feldzüge und mittlere Jahre
Fortescue nahm, auf Anforderung Heinrichs VIII., erstmals im Juni 1513 an einem Feldzug in Frankreich teil, auch an der Schlacht bei Guinegate. Er war Gentleman of the Privy Chamber des Königs; das Datum der Verleihung dieses Vorrechts ist nicht bekannt. 1517 wird er im Gefolge des Königs anlässlich eines Banketts in Greenwich erwähnt. Am 14. Juni 1518 starb seine erste Frau Anne, ihr Tod war Anlass für erbitterte Erbauseinandersetzungen mit deren Onkel Thomas Stonor und später mit dessen Sohn, Walter Stonor. 1520 folgte er Heinrich VIII. zu dessen Verhandlungen mit König Franz I. von Frankreich auf das Camp du Drap d’Or; Fortescue war dem Gefolge der Königin zugeordnet. Abermals zu einem Feldzug nach Frankreich folgte er Heinrich VIII. im Juli 1522; er diente als Offizier unter Thomas Howard, 2. Duke of Norfolk. Auch in späteren Jahren, so 1528, stellte er dem König Ausrüstung zur Verfügung.
1530 heiratete er seine zweite Frau, Anne Reade. Sie war damals etwa zwanzig Jahre alt, er wohl schon über fünfzig. Trotz ihres jungen Alters war es für Anne bereits die zweite Ehe; sie war zuvor mit Sir Giles Greville verheiratet. Das Paar hatte in den folgenden Jahren fünf Kinder. Nach Fortescues Tod heiratete sie Sir Thomas Parry. Sein ältester Sohn John Fortescue wurde neben anderen Ämtern englischer Schatzkanzler und Kanzler des Herzogtums Lancaster. In diesem Amt folgte ihm sein Halbbruder Thomas Parry, der erstgeborene Sohn Anne Parrys aus dritter Ehe.

## Auseinandersetzungen mit dem König, Sturz und Hinrichtung
Fortescue profitierte zunächst vom Sturz Kardinal Thomas Wolseys, da er Land aus dessen Besitz erhielt. Zu dieser Zeit stand er bei Heinrich VIII. wegen der Verwandtschaft zu den Boleyns in hohem Ansehen. In den folgenden Jahren kam es wegen Fortescues Haltung bei den Auseinandersetzungen zwischen Heinrich VIII. und der katholischen Kirche zu Verwerfungen. Er blieb katholisch und wurde 1532 sogar Ritter des Malteserordens, wofür er sich höchstwahrscheinlich nicht nach Malta begeben hat. Nur zwei Jahre später wurde der Orden in England verboten und Vermögen sowie Grundbesitz der Malteser konfisziert.
In diesem Jahr, 1534, hielt sich Fortescue mehrfach in London auf. Am 29. August wurde er, ohne für ihn ersichtlichen Grund, zum ersten Mal verhaftet und bis November festgehalten, allerdings mehr in Form von Hausarrest, teilweise in seinem eigenen Haus in London und an anderen Orten. Im Frühjahr 1539 wurde er erneut unter dem, nicht weiter spezifizierten, Vorwurf des Hochverrats festgenommen. Ein Bill of Attainder gegen ihn und andere wurde vom König hastig durch das Parlament gebracht. Das House of Commons stimmte am 28. April 1539 zu, das House of Lords bereits am 11. Mai nach dritter Lesung in nur zwei Tagen. Seine Verwandtschaft zu Anne Boleyn brachte ihm keine Vorteile mehr, sie war bereits am 19. Mai 1536 hingerichtet worden. Den angeklagten Personen wurde jegliches Recht auf Verteidigung oder die Anhörung von Zeugen verwehrt. Zusammen mit Sir Thomas Dingley wurde Fortescue am 9. Juli 1539 im Tower of London enthauptet.
Postum wurde er als galanter, gebildeter Mann und guter Offizier bezeichnet.

## Seligsprechung
Die Erinnerung an seine Person und die Umstände seines Todes bewahrten die Malteserritter, zunächst in Malta selbst, später auch in Spanien. Seit dem 17. Jahrhundert wurde er als Seliger bezeichnet, die offizielle Seligsprechung erfolgte unter Papst Leo XIII. am 13. Mai 1895.